# سیارک ۱۳۲۶۶۱
سیارک ۱۳۲۶۶۱ (به انگلیسی: 132661 Carlbaeker، نامگذاری:2002LO60) صد و سی و دو هزار و ششصد و شصت و یکمین سیارک کشف شده‌است که در ۱۲ ژوئن ۲۰۰۲ کشف شد.